# Gerichtsbezirk Gmünd in Niederösterreich
Der Gerichtsbezirk Gmünd in Niederösterreich ist einer von 24 Gerichtsbezirken in Niederösterreich und deckungsgleich mit dem gleichnamigen politischen Bezirk Gmünd. Der übergeordnete Gerichtshof ist das Landesgericht Krems an der Donau.

## Gemeinden
Einwohner: Stand 1. Jänner 2024

### Städte
- Gmünd (5146)
- Heidenreichstein (3735)
- Litschau (2106)
- Schrems (5263)
- Weitra (2591)

### Marktgemeinden
- Amaliendorf-Aalfang (1107)
- Bad Großpertholz (1286)
- Brand-Nagelberg (1455)
- Eggern (678)
- Eisgarn (713)
- Großdietmanns (2181)
- Großschönau (1218)
- Hirschbach (587)
- Hoheneich (1388)
- Kirchberg am Walde (1265)
- St. Martin (1071)
- Unserfrau-Altweitra (977)

### Gemeinden
- Haugschlag (481)
- Moorbad Harbach (696)
- Reingers (610)
- Waldenstein (1179)

## Geschichte
1854 wurde der Gerichtsbezirk Heidenreichstein aufgelöst. 1992 wurden die Gerichtsbezirke Litschau (Gemeinden Eggern, Eisgarn, Haugschlag, Heidenreichstein, Litschau und Reingers), Schrems (Gemeinden Amaliendorf-Aalfang, Brand-Nagelberg, Kirchberg am Walde, Hirschbach und Schrems) und Weitra (Gemeinden Bad Großpertholz, Großschönau, Moorbad Harbach, St. Martin, Unserfrau-Altweitra und Weitra) aufgelöst und dem Gerichtsbezirk Gmünd in Niederösterreich zugeschlagen.